# James Forrestal
James Vincent Forrestal (Matteawan, 15 de fevereiro de 1892 — Bethesda, 22 de maio de 1949) foi um banqueiro e político norte-americano que serviu como o primeiro Secretário de Defesa dos Estados Unidos, na administração de Harry S. Truman.
Forrestal veio de uma família nova-iorquina de classe média, de católicos irlandeses estritos. Ele foi um financista de sucesso em Wall Street antes de se tornar subsecretário da marinha em 1940, pouco antes da entrada dos Estados Unidos na Segunda Guerra Mundial. Ele se tornou secretário da marinha em maio de 1944 após a morte do seu superior, Frank Knox. O presidente Franklin D. Roosevelt requisitou a Forrestal que tomasse a liderança no processo de reconstrução da marinha americana. Em 1947, após a guerra, ele foi apontado como o primeiro Secretário do recém criado Departamento de Defesa, sob instrução do presidente Harry S. Truman. Forrestal era hostil a União Soviética, temendo uma expansão do comunismo pela Europa e o Oriente Médio. Junto com o Secretário de Estado George C. Marshall, ele se opôs fortemente ao apoio dos Estados Unidos à criação do Estado de Israel, temendo que isso iria alienar as nações árabes que eram necessárias como aliadas e cujas reservas de petróleo eram vitais para a expansão industrial civil e militar.
Forrestal era apoiador da ideia de usar super porta-aviões como peça central de grupos de batalha naval. Ele tentou enfraquecer o proposto Departamento de Defesa em benefício da Marinha, mas teve dificuldade em administrá-lo de 1947 a 1949 após o presidente Truman nomeá-lo secretário de defesa. Os dois homens não se davam bem e discordavam com frequência (principalmente nas questões de desmobilização das forças armadas pós-guerra e cortes de gastos propostos pelo governo). No final, Truman acabou forçando Forrestal a renunciar. Sua saúde mental se deteriorou rapidamente e ele recebeu tratamento médico para depressão. Contudo, Forrestal morreu após cair da janela do décimo sexto andar do Hospital Naval de Bethesda. Vários biógrafos descrevem sua morte como suicídio, embora rumores e teorias da conspiração alegando que Forrestal foi assassinado pelo governo dos Estados Unidos persistam até os dias atuais.
Em 1954, o primeiro superporta-aviões do mundo foi nomeado USS Forrestal em honra a ele, assim como o James V. Forrestal Building (prédio que serve como sede do Departamento de Energia dos Estados Unidos). Forrestal também dá o seu nome a alas de estudo na Academia Naval americana e na Universidade de Princeton, sua alma mater.